# Francesc Geli (organista)
Francesc Geli va ser un organista del S. XIX i va treballar com a tal a la Catedral de Girona el 1954. Va accedir al càrrec gràcies a la renúncia de Josep Maria Padró, guanyador de la plaça de la Catedral de Barcelona.